# Indian Institutes of Technology
Els Instituts de Tecnologia de l'Índia (en anglès: Indian Institutes of Technology (IIT)) són universitats tècniques públiques autònomes ubicades a tota l'Índia. Es troben sota la jurisdicció del Ministeri d'Educació del Govern de l'Índia.
Es regeixen per la Llei dels instituts de tecnologia de 1961, que els va declarar com a instituts d'importància nacional i establia els seus poders, deures i marc per a la governança. La Llei dels instituts de tecnologia de 1961 enumera vint-i-tres instituts. Cada IIT és autònom, vinculat als altres mitjançant un consell comú (Consell IIT), que supervisa la seva administració. El ministre d'Educació és el president d'ofici del Consell de l'IIT. A partir de 2021, el nombre total de places per a programes universitaris en tots els IIT és de 16.232.

## Crítica
Els IIT s'han enfrontat a crítiques tant dins com fora del món acadèmic. Les principals crítiques inclouen les denúncies que fomenten la fuga de cervells i que els estrictes exàmens d'accés fomenten les escoles d'entrenament i exerceixen una gran pressió sobre els estudiants. Recentment, alguns destacats graduats dels IIT també han qüestionat la qualitat de l'ensenyament i la recerca als IIT.

### Fuga de cervells
Entre les crítiques al sistema IIT per part dels mitjans de comunicació i del món acadèmic, una idea comuna és que fomenta la fuga de cervells. Aquesta tendència s'ha invertit una mica a mesura que centenars de graduats de l'IIT, que han fet estudis addicionals als EUA, van començar a tornar a l'Índia als anys noranta. A més, els antics alumnes dels IIT estan fent donacions generoses a les seves institucions matrius. Fins que la liberalització va començar a principis dels anys noranta, l'Índia va experimentar una emigració a gran escala de graduats als IIT als països desenvolupats, especialment als Estats Units. Des de 1953, gairebé vint-i-cinc mil estudiants dels IIT s'han establert als EUA. Com que els EUA es van beneficiar de l'educació subvencionada als IIT a costa dels diners dels contribuents indis, els crítics diuen que subvencionar l'educació als IIT és inútil. Altres donen suport a l'emigració dels graduats, argumentant que el capital enviat a casa pels graduats ha estat una font important de l'expansió de les reserves de divises per a l'Índia, que, fins a la dècada de 1990, tenia un dèficit comercial substancial.
La fuga de cervells va disminuir substancialment durant els anys noranta i els anys 2000, amb el percentatge d'estudiants que marxaven a l'estranger va baixar d'un 70% al voltant del 30% el 2005. Això s'atribueix en gran manera a la liberalització de l'economia índia i a l'obertura de mercats prèviament tancats. Les iniciatives governamentals estan animant els estudiants dels IIT a programes d'emprenedoria i augmenten la inversió estrangera. Les indústries científiques i manufactureres emergents i la subcontractació de llocs de treball tècnics d'Amèrica del Nord i Europa occidental han creat oportunitats per als graduats a l'Índia. Molts estudiants van a l'estranger per continuar estudis, com ara MS, MBA i doctorats.

## Relació d'instituts
| Núm. | Nom                | Abreviació | Fundat | Establert com IIT | Estat              | Places 2020 | Superfície del campus (acres) |
| ---- | ------------------ | ---------- | ------ | ----------------- | ------------------ | ----------- | ----------------------------- |
| 1    | IIT Kharagpur      | IITKGP     | 1951   | 1951              | Bengala Occidental | 1673        | 2100                          |
| 2    | IIT Bombai         | IITB       | 1958   | 1958              | Maharashtra        | 1204        | 550                           |
| 3    | IIT Madras         | IITM       | 1959   | 1959              | Tamil Nadu         | 1054        | 617                           |
| 4    | IIT Kanpur         | IITK       | 1959   | 1959              | Uttar Pradesh      | 942         | 1055                          |
| 5    | IIT Delhi          | IITD       | 1961   | 1961              | Delhi              | 1152        | 325                           |
| 6    | IIT Guwahati       | IITG       | 1994   | 1994              | Assam              | 795         | 700                           |
| 7    | IIT Roorkee        | IITR       | 1847   | 2001              | Uttarakhand        | 1218        | 365                           |
| 8    | IIT Ropar          | IITRPR     | 2008   | 2008              | Panjab             | 292         | 501                           |
| 9    | IIT Bhubaneswar    | IITBBS     | 2008   | 2008              | Odisha             | 437         | 936                           |
| 10   | IIT Gandhinagar    | IITGN      | 2008   | 2008              | Gujarat            | 226         | 400                           |
| 11   | IIT Hyderabad      | IITH       | 2008   | 2008              | Telangana          | 425         | 576                           |
| 12   | IIT Jodhpur        | IITJ       | 2008   | 2008              | Rajasthan          | 451         | 852                           |
| 13   | IIT Patna          | IITP       | 2008   | 2008              | Bihar              | 363         | 501                           |
| 14   | IIT Indore         | IITI       | 2009   | 2009              | Madhya Pradesh     | 325         | 515                           |
| 15   | IIT Mandi          | IITMD      | 2009   | 2009              | Himachal Pradesh   | 310         | 565                           |
| 16   | IIT (BHU) Varanasi | IIT (BHU)  | 1919   | 2012              | Uttar Pradesh      | 1513        | 1300                          |
| 17   | IIT Palakkad       | IITPKD     | 2015   | 2015              | Kerala             | 174         | 505                           |
| 18   | IIT Tirupati       | IITTP      | 2015   | 2015              | Andhra Pradesh     | 224         | 500                           |
| 19   | IIT (ISM) Dhanbad  | IIT (ISM)  | 1926   | 2016              | Jharkhand          | 1007        | 593 (+240 en construcció)     |
| 20   | IIT Bhilai         | IITBH      | 2016   | 2016              | Chhattisgarh       | 173         | 432                           |
| 21   | IIT Dharwad        | IITDH      | 2016   | 2016              | Karnataka          | 160         | 470                           |
| 22   | IIT Jammu          | IITJMU     | 2016   | 2016              | Jammu i Caixmir    | 227         | 400                           |
| 23   | IIT Goa            | IITGOA     | 2016   | 2016              | Goa                | 125         | 320                           |

## Classificació acadèmica
En general, els IIT s'han classificat per sobre d'altres universitats d'enginyeria de l'Índia. Segons la classificació dels millors centres d'enginyeria feta per Outlook India el 2017, les quatre millors escoles d'enginyeria de l'Índia eren IIT. L'any 2019, el QS World University Ranking, va posicions el IIT Bombay al lloc 162, seguit pel IIT Delhi (172), IIT Madras (264), IIT Kanpur (283), IIT Kharagpur (295), IIT Roorkee (381) i IIT Guwahati (472). A la classificació del NIRF de 2022 publicada pel Ministeri d'Educació de l'Índia, IIT Madras va ocupra el primer lloc durant set anys consecutius a la Categoria Enginyeria i durant quatre anys consecutius a la Categoria General.
| Nom                | 2022 NIRF | 2021 NIRF | 2020 NIRF | 2019 NIRF | 2023 QS World | 2022 QS World | 2021 QS World | 2020 QS World | 2022 QS Asia | 2020 QS India | Times World      | Times Asia     |
| ------------------ | --------- | --------- | --------- | --------- | ------------- | ------------- | ------------- | ------------- | ------------ | ------------- | ---------------- | -------------- |
| IIT Madras         | 1         | 1         | 1         | 1         | 250           | 255           | 275           | 271           | 54           | 4             | 601-800 (2020)   | 125 (2020)     |
| IIT Bombay         | 3         | 3         | 4         | 4         | 172           | 177           | 172           | 152           | 42           | 1             | 401-500 (2020)   | 69 (2020)      |
| IIT Delhi          | 4         | 4         | 3         | 3         | 174           | 185           | 193           | 182           | 45           | 3             | 401-500 (2020)   | 67 (2020)      |
| IIT Kanpur         | 5         | 5         | 6         | 6         | 264           | 277           | 350           | 291           | 64           | 6             | 601-800 (2020)   | 125 (2020)     |
| IIT Kharagpur      | 6         | 6         | 5         | 5         | 270           | 280           | 314           | 281           | 60           | 5             | 401-500 (2020)   | 59 (2020)      |
| IIT Roorkee        | 7         | 7         | 9         | 8         | 369           | 400           | 383           | 383           | 109          | 9             | 501-600 (2020)   | 83 (2020)      |
| IIT Guwahati       | 8         | 8         | 7         | 9         | 384           | 395           | 470           | 491           | 119          | 10            | 601-800 (2020)   | 160 (2020)     |
| IIT Hyderabad      | 14        | 16        | 17        | 22        | 581-590       | N/A           | N/A           | N/A           | 224          | 15            | 601-800 (2021)   | 144 (2021)     |
| IIT (BHU) Varanasi | 13        | 28        | 26        | 28        | N/A           | N/A           | N/A           | N/A           | 281-290      | N/A           | N/A              | N/A            |
| IIT (ISM) Dhanbad  | 14        | 26        | 22        | 25        | N/A           | N/A           | N/A           | N/A           | 251-260      | 46            | 1001-1200 (2022) | 201-250 (2021) |
| IIT Indore         | 16        | 30        | 23        | N/A       | 396           | N/A           | N/A           | N/A           | 178          | 13            | 401-500 (2022)   | 78 (2021)      |
| IIT Mandi          | 20        | 82        | 67        | 44        | N/A           | N/A           | N/A           | N/A           | N/A          | N/A           | 1001-1200 (2022) | N/A            |
| IIT Ropar          | 22        | 31        | 39        | 29        | N/A           | N/A           | N/A           | N/A           | 261-270      | 25            | 351-400 (2022)   | 55 (2021)      |
| IIT Gandhinagar    | 23        | 33        | 35        | 51        | N/A           | N/A           | N/A           | N/A           | 301-350      | N/A           | 601-800 (2022)   | N/A            |
| IIT Jodhpur        | 30        | N/A       | N/A       | N/A       | N/A           | N/A           | N/A           | N/A           | N/A          | N/A           | N/A              | N/A            |
| IIT Patna          | 33        | 51        | 54        | 58        | N/A           | N/A           | N/A           | N/A           | 301-350      | 36            | 801-1000 (2022)  | 301-350 (2021) |
| IIT Bhubaneswar    | 36        | 58        | 56        | 46        | 801-1000      | N/A           | N/A           | N/A           | 251-260      | 20            | 1001-1200 (2022) | 251-300 (2021) |
| IIT Tirupati       | 56        | N/A       | N/A       | N/A       | N/A           | N/A           | N/A           | N/A           | N/A          | N/A           | N/A              | N/A            |
| IIT Palakkad       | 68        | N/A       | N/A       | N/A       | N/A           | N/A           | N/A           | N/A           | N/A          | N/A           | N/A              | N/A            |
| IIT Bhilai         | N/A       | N/A       | N/A       | N/A       | N/A           | N/A           | N/A           | N/A           | N/A          | N/A           | N/A              | N/A            |
| IIT Dharwad        | N/A       | N/A       | N/A       | N/A       | N/A           | N/A           | N/A           | N/A           | N/A          | N/A           | N/A              | N/A            |
| IIT Jammu          | N/A       | N/A       | N/A       | N/A       | N/A           | N/A           | N/A           | N/A           | N/A          | N/A           | N/A              | N/A            |
| IIT Goa            | N/A       | N/A       | N/A       | N/A       | N/A           | N/A           | N/A           | N/A           | N/A          | N/A           | N/A              | N/A            |